# Vlamertinge

Vlamertinge là một ngôi làng thuộc tỉnh West-Vlaanderen của Bỉ và một khu vực của thành phố Ypres. Trung tâm làng của Vlamertinge nằm ngay bên ngoài trung tâm thành phố Ypres, dọc theo con đường chính N38 tới thị trấn Poperinge gần đó.
Ngoài trung tâm thành phố Ypres, Vlamertinge là khu vực lớn nhất của Ypres. Ở phía tây Vlamertinge, dọc theo đường tới Poperinge, là ấp Brandhoek.

## Lịch sử
Dữ liệu sớm nhất về Vlamertinge từ thời Trung Cổ. Năm 857, một nhà nguyện được xây dựng tại Vlamertinge. Trong 970 Ypres đã bị phá hủy và nhà nguyện của Vlamertinge bị đốt cháy. Tài liệu lâu đời nhất, được biết đến với cái tên Flambertenges, là một văn kiện của năm 1066. Baudouin van Lille, Flanders, vợ của ông, Adela và con trai Baudouin của họ, trong giao dịch này đã trao hàng hóa cho nhà thờ và chương từ Sint-Pieters ở Lille. Các mặt hàng này, trong số những thứ khác, là một phần mười nằm ở Elverdinge và cũng là một phần mười nằm ở Vlamertinge - "In territorio Furnensi, in villa Elverzenges, decinam unam; Flambertenges decinam similiter unam ".
Dưới thời Ancien Régime Vlamertinge là một vinh quang của Veurne-Ambacht với 22 người phía sau và chịu đựng rất nhiều từ các cuộc vây hãm của Ypres gần đó.

## Địa lý
Vlamertinge cao 17 mét so với mực nước biển. Đô thị này cũng giáp Ypres ở phía Đông, Voormezele ở phía Đông Nam, Kemmel và Dikkebus ở phía Nam, Reningelst ở Tây Nam, Poperinge ở Tây, Elverdinge ở Bắc và Brielen ở vùng Đông Bắc.

## Phát triển nhân khẩu học

Từ 1487 đến 1697, chúng ta thấy sự suy giảm lớn về dân số của Vlamertinge. Giải thích hợp lý nhất cho điều này là Chiến tranh Tám mươi năm ở Hà Lan. Trong Thế chiến I, chúng ta thấy rằng dân số đang tái phát. Điều này là do các Ypres gần đó, vốn là thị trấn phía trước, đã bị đánh bom nặng nề và Vlamertinge cũng phải chịu đựng rất nhiều từ các cuộc ném bom này.

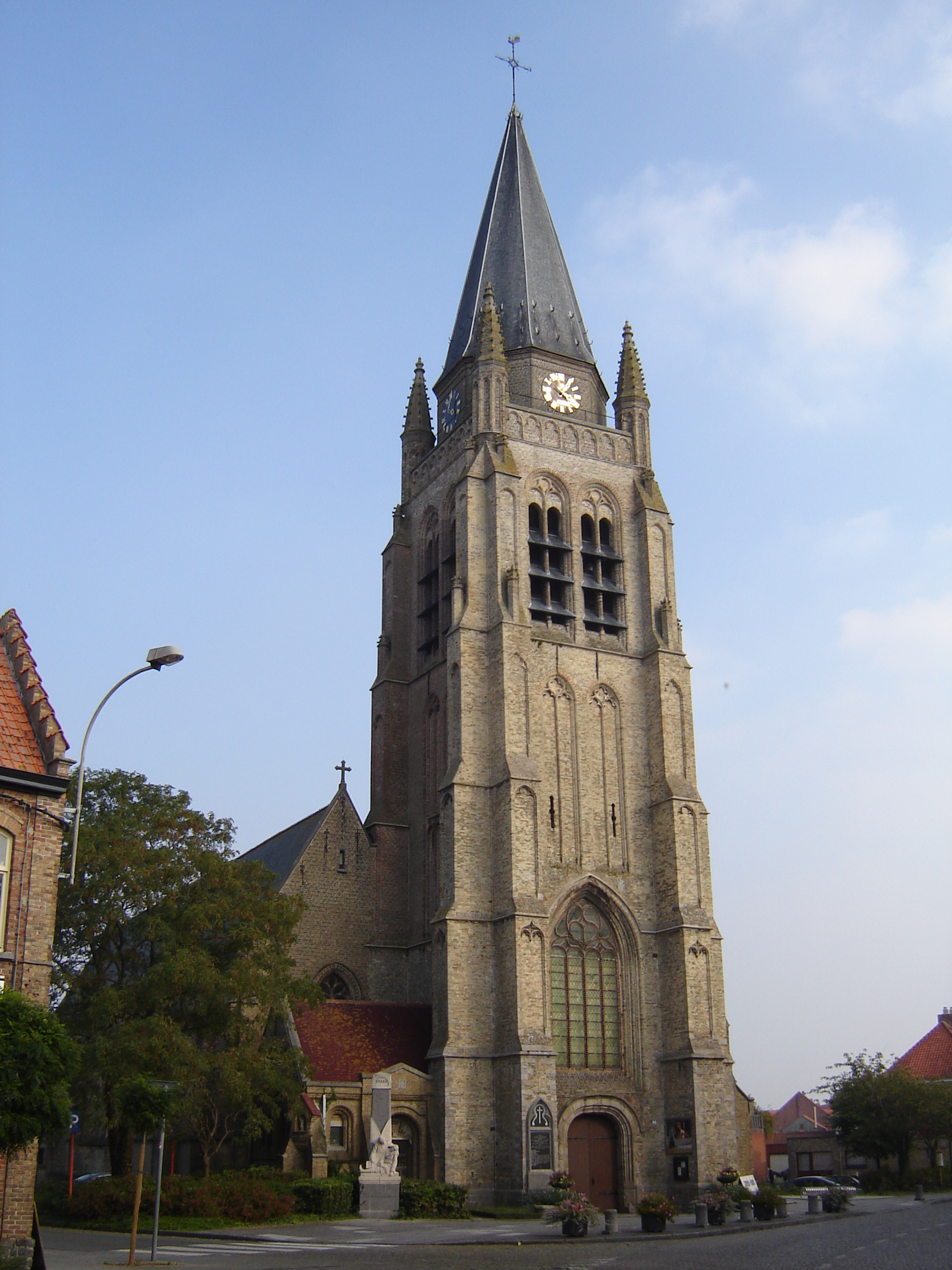

## Điểm tham quan
- Nhà thờ Saint Vedastus
- Tòa thị chính cũ của Vlamertinge từ năm 1922, theo phong cách Phục hưng tân thời của Flemish
- Lâu đài Vlamertinge hay lâu đài du Parc được xây dựng vào năm 1857-1858 theo lệnh của Tướng Viscount Pierre-Gustave du Parc, sau khi thiết kế của Joseph Schadde.
- Trong Vlamertinge có một số nghĩa trang quân đội Anh từ Chiến tranh Thế giới Thứ nhất:
  - Brandhoek Military Cemetery
  - Red Farm Military Cemetery
  - Vlamertinghe Military Cemetery
  - Vlamertinghe New Military Cemetery
  - Railway Chateau Cemetery
  - Divisional Cemetery
  - Brandhoek New Military Cemetery

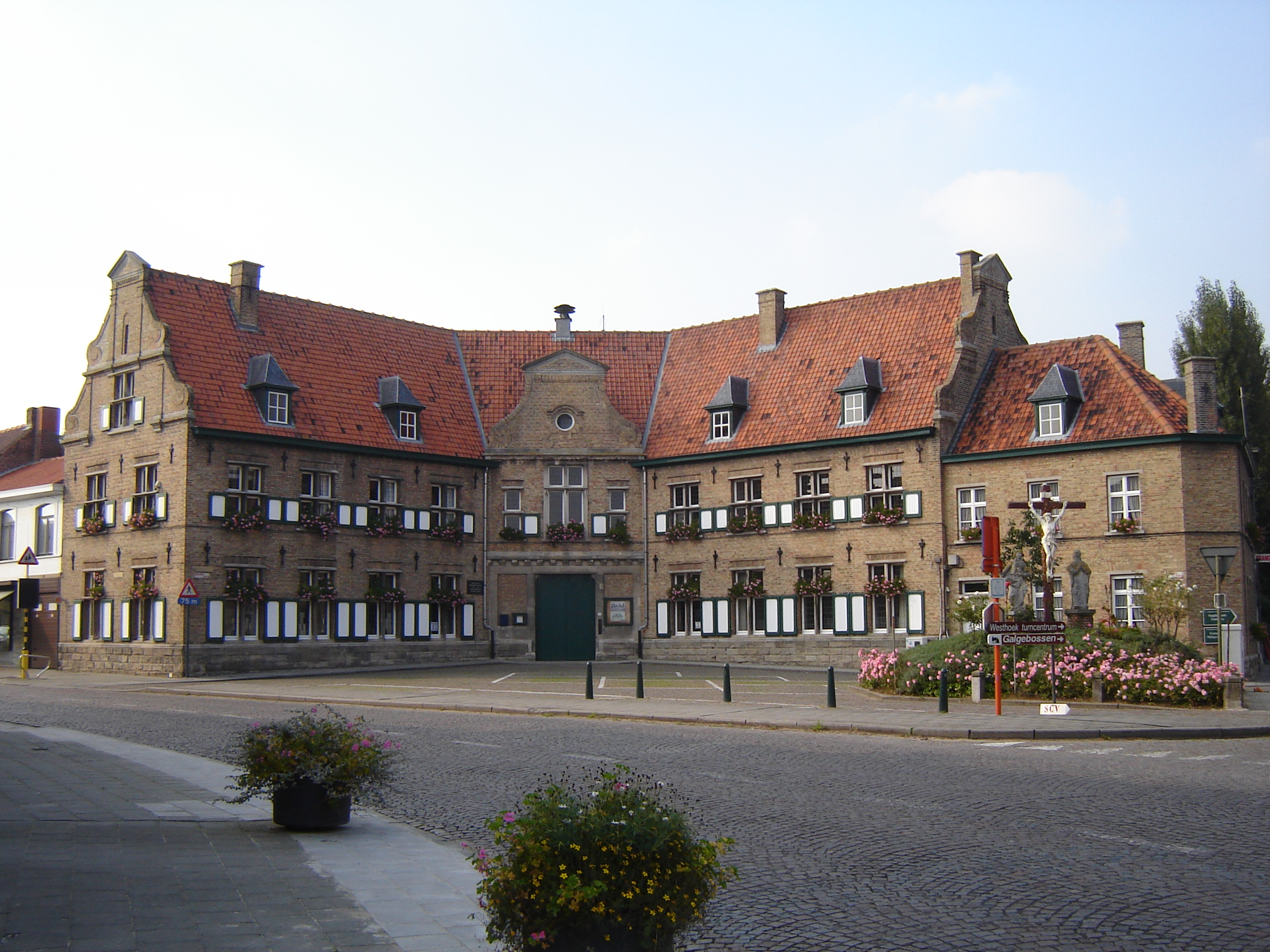

  - Brandhoek New Military Cemetery No.3
  - Hop Store Cemetery